# 院内総務 (アメリカ)
院内総務（いんないそうむ）は、議会における院内会派のリーダーであり、アメリカ合衆国においては連邦および州の議会上下各院にそれぞれ存在する。ここではアメリカ連邦議会の上下各院における院内総務について述べる。それぞれの正式呼称は以下の通り
- 上院
  - 多数党の代表：上院多数党院内総務（Majority Leader of the United States Senate, 略称 Senate Majority Leader）
  - 少数党の代表：上院少数党院内総務（Minority Leader of the United States Senate, 略称 Senate Minority Leader）
- 下院
  - 多数党の代表：下院多数党院内総務（Majority Leader of the United States House of Representatives, 略称 House Majority Leader）
  - 少数党の代表：下院少数党院内総務（Minority Leader of the United States House of Representatives, 略称 House Minority Leader）

またこれらを総称して「院内総務（floor leaders）」と呼ぶこともある（冠詞なし・語頭小文字・複数形）。

## 概要
アメリカの政治は伝統的に民主党と共和党による二大政党制をとってきたが、これらの政党には党首というものが存在しない。大統領は実質的に所属党を代表する立場となるが、形式上は党首ではなく、あくまで選挙運動期間中における指名候補者であるにすぎない。また、権力分立の見地から、行政府の長である大統領と議会、さらに議会の上院と下院の間にそれぞれ独立性を求める伝統もある。形式上は各党の「全国委員会（National Committee）」の委員長（Chairman/Chairwoman）が党組織全体のトップという形になる。しかし、全国委員会は大統領予備選挙のルールを決定する機関であることから、その委員長は予備選挙を争う各陣営に対する中立性が求められ、政策面で党をリードするようなことは行わない。
そこで、議会では各院の各党所属議員でそれぞれ構成される院内会派の単位が重視され、その代表である院内総務が大きな影響力を持つことになる。院内総務の選出は各院におけるそれぞれの会派所属議員の投票によって行われ、任期は1議会（2年）、多選に規制はない。
院内総務は各院でそれぞれの院内会派を代表し、その政策を決定し、政治日程を調整する、文字通りのリーダーである。ただし、下院議長は院内多数会派の実質的なトップでもあり続けるため、下院多数党院内総務は事実上の会派ナンバーツーである。下院では、総選挙の結果少数党が議席を増やし多数党となった場合、それまでの少数党院内総務が下院議長に昇格し（下院議長は大統領権限継承順位が第2位の要職）、新たな多数党院内総務を改めて選出することが慣例となっている。たとえば2003年1月に下院少数党院内総務に就任したナンシー・ペローシーは、2006年11月の総選挙で民主党が議席を増やして多数党となったため、2007年1月からは下院議長に昇格し、下院多数党院内総務には改めてステニー・ホイヤーを選出している。
注意しなければならないのはその呼称で、個々の院内総務は伝統的に「多数党院内総務（Majority Leader）」または「少数党院内総務（Minority Leader）」という呼称で呼ばれるという点である。単に「院内総務（floor leaders）」とすると総称としての院内総務になる。したがって、選挙で少数党が議席を増やして多数党になった場合、あるいは多数党が議席を減らして少数党に転落した場合には、院内総務の名称も替わることになる。たとえば上院で民主党の院内総務を務めるハリー・リードは、2005年1月の就任時は上院少数党院内総務だったが、2006年11月の中間選挙で民主党が議席を増やして多数党になったため、2007年1月からの2期目は上院多数党院内総務と呼ばれている。

## 歴代院内総務

### 下院
太字と ≥ が多数党院内総務（Majority Leader）、そうでない方が少数党院内総務（Minority Leader）。また参考のため院内幹事 (Whip)と下院議長（Speaker of the House）を添えた。
| 56   | 1899 – 1901 | オスカー・アンダーウッド (アラバマ州)           | ジェームズ・D・リチャードソン (テネシー州)  | ≥ デイビッド・ヘンダーソン (共和党・アイオワ州)       | ≥ セレノ・ペイン (ニューヨーク州)         | ≥ ジェームズ・トーニー (ミネソタ州)         |
| 57   | 1901 – 1903 | ジェームズ・ロイド (ミズーリ州)                 | ジェームズ・D・リチャードソン (テネシー州)  | ≥ デイビッド・ヘンダーソン (共和党・アイオワ州)       | ≥ セレノ・ペイン (ニューヨーク州)         | ≥ ジェームズ・トーニー (ミネソタ州)         |
| 58   | 1903 – 1905 | ジェームズ・ロイド (ミズーリ州)                 | ジョン・ウィリアムス (ミシシッピ州)         | ≥ ジョーゼフ・キャノン (共和党・イリノイ州)           | ≥ セレノ・ペイン (ニューヨーク州)         | ≥ ジェームズ・トーニー (ミネソタ州)         |
| 59   | 1905 – 1907 | ジェームズ・ロイド (ミズーリ州)                 | ジョン・ウィリアムス (ミシシッピ州)         | ≥ ジョーゼフ・キャノン (共和党・イリノイ州)           | ≥ セレノ・ペイン (ニューヨーク州)         | ≥ ジェームズ・E・ワトソン (インディアナ州)  |
| 60   | 1907 – 1908 | ジェームズ・ロイド (ミズーリ州)                 | ジョン・ウィリアムス (ミシシッピ州)         | ≥ ジョーゼフ・キャノン (共和党・イリノイ州)           | ≥ セレノ・ペイン (ニューヨーク州)         | ≥ ジェームズ・E・ワトソン (インディアナ州)  |
| 60   | 1908 – 1909 | ジェームズ・ロイド (ミズーリ州)                 | チャンプ・クラーク (ミズーリ州)             | ≥ ジョーゼフ・キャノン (共和党・イリノイ州)           | ≥ セレノ・ペイン (ニューヨーク州)         | ≥ ジェームズ・E・ワトソン (インディアナ州)  |
| 61   | 1909 – 1911 | なし                                            | チャンプ・クラーク (ミズーリ州)             | ≥ ジョーゼフ・キャノン (共和党・イリノイ州)           | ≥ セレノ・ペイン (ニューヨーク州)         | ≥ ジョン・ドワイト (ニューヨーク州)         |
| 62   | 1911 – 1913 | なし                                            | ≥ オスカー・アンダーウッド (アラバマ州)     | ≥ チャンプ・クラーク (民主党・ミズーリ州)             | ジェームズ・マン (イリノイ州)             | ジョン・ドワイト (ニューヨーク州)           |
| 63   | 1913 – 1915 | ≥ トーマス・M・ベル (ジョージア州)              | ≥ オスカー・アンダーウッド (アラバマ州)     | ≥ チャンプ・クラーク (民主党・ミズーリ州)             | ジェームズ・マン (イリノイ州)             | チャールズ・H・バーク (サウスダコタ州)      |
| 64   | 1915 – 1917 | なし                                            | ≥ クロード・キッチン (ノースカロライナ州)   | ≥ チャンプ・クラーク (民主党・ミズーリ州)             | ジェームズ・マン (イリノイ州)             | チャールズ・M・ハミルトン (ニューヨーク州)  |
| 65   | 1917 – 1919 | なし                                            | ≥ クロード・キッチン (ノースカロライナ州)   | ≥ チャンプ・クラーク (民主党・ミズーリ州)             | ジェームズ・マン (イリノイ州)             | チャールズ・M・ハミルトン (ニューヨーク州)  |
| 66   | 1919 – 1921 | なし                                            | チャンプ・クラーク (ミズーリ州)             | ≥ フレデリック・ジレット (共和党・マサチューセッツ州) | ≥ フランク・モンデル (ワイオミング州)     | ≥ ハロルド・ナッツソン (ミネソタ州)         |
| 67   | 1921 – 1923 | ウィリアム・オールドフィールド (アーカンソー州) | クロード・キッチン (ノースカロライナ州)     | ≥ フレデリック・ジレット (共和党・マサチューセッツ州) | ≥ フランク・モンデル (ワイオミング州)     | ≥ ハロルド・ナッツソン (ミネソタ州)         |
| 68   | 1923 – 1925 | ウィリアム・オールドフィールド (アーカンソー州) | ファイニス・ギャレット (テネシー州)         | ≥ フレデリック・ジレット (共和党・マサチューセッツ州) | ≥ ニコラス・ロングワース (オハイオ州)     | ≥ アルバート・ヴェスタル (インディアナ州)   |
| 69   | 1925 – 1927 | ウィリアム・オールドフィールド (アーカンソー州) | ファイニス・ギャレット (テネシー州)         | ≥ ニコラス・ロングワース (共和党・オハイオ州)         | ≥ ジョン・ティルソン (コネチカット州)     | ≥ アルバート・ヴェスタル (インディアナ州)   |
| 70   | 1927 – 1929 | ウィリアム・オールドフィールド (アーカンソー州) | ファイニス・ギャレット (テネシー州)         | ≥ ニコラス・ロングワース (共和党・オハイオ州)         | ≥ ジョン・ティルソン (コネチカット州)     | ≥ アルバート・ヴェスタル (インディアナ州)   |
| 71   | 1929 – 1931 | ジョン・マクダフィー (アラバマ州)               | ジョン・N・ガーナー (テキサス州)            | ≥ ニコラス・ロングワース (共和党・オハイオ州)         | ≥ ジョン・ティルソン (コネチカット州)     | ≥ アルバート・ヴェスタル (インディアナ州)   |
| 72   | 1931 – 1933 | ≥ ジョン・マクダフィー (アラバマ州)             | ≥ ヘンリー・レイニー (イリノイ州)           | ≥ ジョン・N・ガーナー (民主党・テキサス州)            | バートランド・スネル (ニューヨーク州)     | カール・バックマン (ウェストバージニア州)   |
| 73   | 1933 – 1935 | ≥ アーサー・グリーンウッド (インディアナ州)     | ≥ ジョー・バーンズ (テネシー州)             | ≥ ヘンリー・レイニー (民主党・イリノイ州)             | バートランド・スネル (ニューヨーク州)     | ハリー・イングルブライト (カルフォルニア州) |
| 74   | 1935 – 1936 | ≥ パトリック・ボランド (ペンシルベニア州)       | ≥ ウィリアム・バンクヘッド (アラバマ州)     | ≥ ジョー・バーンズ (民主党・テネシー州)               | バートランド・スネル (ニューヨーク州)     | ハリー・イングルブライト (カルフォルニア州) |
| 74   | 1936 – 1937 | ≥ パトリック・ボランド (ペンシルベニア州)       | ≥ サム・レイバーン (テキサス州)             | ≥ ウィリアム・バンクヘッド (民主党・アラバマ州)       | バートランド・スネル (ニューヨーク州)     | ハリー・イングルブライト (カルフォルニア州) |
| 75   | 1937 – 1939 | ≥ パトリック・ボランド (ペンシルベニア州)       | ≥ サム・レイバーン (テキサス州)             | ≥ ウィリアム・バンクヘッド (民主党・アラバマ州)       | バートランド・スネル (ニューヨーク州)     | ハリー・イングルブライト (カルフォルニア州) |
| 76   | 1939 – 1940 | ≥ パトリック・ボランド (ペンシルベニア州)       | ≥ サム・レイバーン (テキサス州)             | ≥ ウィリアム・バンクヘッド (民主党・アラバマ州)       | ジョー・マーティン (マサチューセッツ州)   | ハリー・イングルブライト (カルフォルニア州) |
| 76   | 1940 – 1941 | ≥ パトリック・ボランド (ペンシルベニア州)       | ≥ ジョン・マコーマック (マサチューセッツ州) | ≥ サム・レイバーン (民主党・テキサス州)               | ジョー・マーティン (マサチューセッツ州)   | ハリー・イングルブライト (カルフォルニア州) |
| 77   | 1941 – 1942 | ≥ パトリック・ボランド (ペンシルベニア州)       | ≥ ジョン・マコーマック (マサチューセッツ州) | ≥ サム・レイバーン (民主党・テキサス州)               | ジョー・マーティン (マサチューセッツ州)   | ハリー・イングルブライト (カルフォルニア州) |
| 77   | 1942 – 1943 | ≥ ロバート・ランスペック (ジョージア州)         | ≥ ジョン・マコーマック (マサチューセッツ州) | ≥ サム・レイバーン (民主党・テキサス州)               | ジョー・マーティン (マサチューセッツ州)   | ハリー・イングルブライト (カルフォルニア州) |
| 78   | 1943 – 1943 | ≥ ロバート・ランスペック (ジョージア州)         | ≥ ジョン・マコーマック (マサチューセッツ州) | ≥ サム・レイバーン (民主党・テキサス州)               | ジョー・マーティン (マサチューセッツ州)   | ハリー・イングルブライト (カルフォルニア州) |
| 78   | 1943 – 1945 | ≥ ロバート・ランスペック (ジョージア州)         | ≥ ジョン・マコーマック (マサチューセッツ州) | ≥ サム・レイバーン (民主党・テキサス州)               | ジョー・マーティン (マサチューセッツ州)   | レスリー・アレンズ (イリノイ州)             |
| 79   | 1945 – 1945 | ≥ ロバート・ランスペック (ジョージア州)         | ≥ ジョン・マコーマック (マサチューセッツ州) | ≥ サム・レイバーン (民主党・テキサス州)               | ジョー・マーティン (マサチューセッツ州)   | レスリー・アレンズ (イリノイ州)             |
| 79   | 1946 – 1947 | ≥ ジョン・スパークマン (アラバマ州)             | ≥ ジョン・マコーマック (マサチューセッツ州) | ≥ サム・レイバーン (民主党・テキサス州)               | ジョー・マーティン (マサチューセッツ州)   | レスリー・アレンズ (イリノイ州)             |
| 80   | 1947 – 1949 | ジョン・マコーマック (マサチューセッツ州)       | サム・レイバーン (テキサス州)               | ≥ ジョー・マーティン (共和党・マサチューセッツ州)     | ≥ チャールズ・ハーリック (インディアナ州) | ≥ レスリー・アレンズ (イリノイ州)           |
| 81   | 1949 – 1951 | ≥ パーシー・プリースト (テネシー州)             | ≥ ジョン・マコーマック (マサチューセッツ州) | ≥ サム・レイバーン (民主党・テキサス州)               | ジョー・マーティン (マサチューセッツ州)   | レスリー・アレンズ (イリノイ州)             |
| 82   | 1951 – 1953 | ≥ パーシー・プリースト (テネシー州)             | ≥ ジョン・マコーマック (マサチューセッツ州) | ≥ サム・レイバーン (民主党・テキサス州)               | ジョー・マーティン (マサチューセッツ州)   | レスリー・アレンズ (イリノイ州)             |
| 83   | 1953 – 1955 | ジョン・マコーマック (マサチューセッツ州)       | サム・レイバーン (テキサス州)               | ≥ ジョー・マーティン (共和党・マサチューセッツ州)     | ≥ チャールズ・ハーリック (インディアナ州) | ≥ レスリー・アレンズ (イリノイ州)           |
| 84   | 1955 – 1957 | ≥ カール・アルバート (オクラホマ州)             | ≥ ジョン・マコーマック (マサチューセッツ州) | ≥ サム・レイバーン (民主党・テキサス州)               | ジョー・マーティン (マサチューセッツ州)   | レスリー・アレンズ (イリノイ州)             |
| 85   | 1957 – 1959 | ≥ カール・アルバート (オクラホマ州)             | ≥ ジョン・マコーマック (マサチューセッツ州) | ≥ サム・レイバーン (民主党・テキサス州)               | ジョー・マーティン (マサチューセッツ州)   | レスリー・アレンズ (イリノイ州)             |
| 86   | 1959 – 1961 | ≥ カール・アルバート (オクラホマ州)             | ≥ ジョン・マコーマック (マサチューセッツ州) | ≥ サム・レイバーン (民主党・テキサス州)               | チャールズ・ハーリック (インディアナ州)   | レスリー・アレンズ (イリノイ州)             |
| 87   | 1961 – 1962 | ≥ カール・アルバート (オクラホマ州)             | ≥ ジョン・マコーマック (マサチューセッツ州) | ≥ サム・レイバーン (民主党・テキサス州)               | チャールズ・ハーリック (インディアナ州)   | レスリー・アレンズ (イリノイ州)             |
| 87   | 1962 – 1963 | ≥ ヘイル・ボッグズ (ルイジアナ州)               | ≥ カール・アルバート (オクラホマ州)         | ≥ ジョン・マコーマック (民主党・マサチューセッツ州)   | チャールズ・ハーリック (インディアナ州)   | レスリー・アレンズ (イリノイ州)             |
| 88   | 1963 – 1965 | ≥ ヘイル・ボッグズ (ルイジアナ州)               | ≥ カール・アルバート (オクラホマ州)         | ≥ ジョン・マコーマック (民主党・マサチューセッツ州)   | チャールズ・ハーリック (インディアナ州)   | レスリー・アレンズ (イリノイ州)             |
| 89   | 1965 – 1967 | ≥ ヘイル・ボッグズ (ルイジアナ州)               | ≥ カール・アルバート (オクラホマ州)         | ≥ ジョン・マコーマック (民主党・マサチューセッツ州)   | ジェラルド・フォード (ミシガン州)         | レスリー・アレンズ (イリノイ州)             |
| 90   | 1967 – 1969 | ≥ ヘイル・ボッグズ (ルイジアナ州)               | ≥ カール・アルバート (オクラホマ州)         | ≥ ジョン・マコーマック (民主党・マサチューセッツ州)   | ジェラルド・フォード (ミシガン州)         | レスリー・アレンズ (イリノイ州)             |
| 91   | 1969 – 1971 | ≥ ヘイル・ボッグズ (ルイジアナ州)               | ≥ カール・アルバート (オクラホマ州)         | ≥ ジョン・マコーマック (民主党・マサチューセッツ州)   | ジェラルド・フォード (ミシガン州)         | レスリー・アレンズ (イリノイ州)             |
| 92   | 1971 – 1973 | ≥ ティップ・オニール (マサチューセッツ州)       | ≥ ヘール・ボッグズ (ルイジアナ州)           | ≥ カール・アルバート (民主党・オクラホマ州)           | ジェラルド・フォード (ミシガン州)         | レスリー・アレンズ (イリノイ州)             |
| 93   | 1973 – 1973 | ≥ ジョン・マクフォール (カルフォルニア州)       | ≥ ティップ・オニール (マサチューセッツ州)   | ≥ カール・アルバート (民主党・オクラホマ州)           | ジェラルド・フォード (ミシガン州)         | レスリー・アレンズ (イリノイ州)             |
| 93   | 1973 – 1975 | ≥ ジョン・マクフォール (カルフォルニア州)       | ≥ ティップ・オニール (マサチューセッツ州)   | ≥ カール・アルバート (民主党・オクラホマ州)           | ジョン・ローズ (アリゾナ州)               | レスリー・アレンズ (イリノイ州)             |
| 94   | 1975 – 1977 | ≥ ジョン・マクフォール (カルフォルニア州)       | ≥ ティップ・オニール (マサチューセッツ州)   | ≥ カール・アルバート (民主党・オクラホマ州)           | ジョン・ローズ (アリゾナ州)               | ボブ・マイケル (イリノイ州)                 |
| 95   | 1977 – 1979 | ≥ ジョン・ブレードマス (インディアナ州)         | ≥ ジム・ライト (テキサス州)                 | ≥ ティップ・オニール (民主党・マサチューセッツ州)     | ジョン・ローズ (アリゾナ州)               | ボブ・マイケル (イリノイ州)                 |
| 96   | 1979 – 1981 | ≥ ジョン・ブレードマス (インディアナ州)         | ≥ ジム・ライト (テキサス州)                 | ≥ ティップ・オニール (民主党・マサチューセッツ州)     | ジョン・ローズ (アリゾナ州)               | ボブ・マイケル (イリノイ州)                 |
| 97   | 1981 – 1983 | ≥ トーマス・フォーリー (ワシントン州)           | ≥ ジム・ライト (テキサス州)                 | ≥ ティップ・オニール (民主党・マサチューセッツ州)     | ボブ・マイケル (イリノイ州)               | トレント・ロット (ミシシッピ州)             |
| 98   | 1983 – 1985 | ≥ トーマス・フォーリー (ワシントン州)           | ≥ ジム・ライト (テキサス州)                 | ≥ ティップ・オニール (民主党・マサチューセッツ州)     | ボブ・マイケル (イリノイ州)               | トレント・ロット (ミシシッピ州)             |
| 99   | 1985 – 1987 | ≥ トーマス・フォーリー (ワシントン州)           | ≥ ジム・ライト (テキサス州)                 | ≥ ティップ・オニール (民主党・マサチューセッツ州)     | ボブ・マイケル (イリノイ州)               | トレント・ロット (ミシシッピ州)             |
| 100  | 1987 – 1989 | ≥ トニー・コエーリョ (カルフォルニア州)         | ≥ トーマス・フォーリー (ワシントン州)       | ≥ ジム・ライト (民主党・テキサス州)                   | ボブ・マイケル (イリノイ州)               | トレント・ロット (ミシシッピ州)             |
| 101  | 1989 – 1989 | ≥ トニー・コエーリョ (カルフォルニア州)         | ≥ トーマス・フォーリー (ワシントン州)       | ≥ ジム・ライト (民主党・テキサス州)                   | ボブ・マイケル (イリノイ州)               | ディック・チェイニー (ワイオミング州)       |
| 101  | 1989 – 1991 | ≥ ウィリアム・グレイ (ペンシルベニア州)         | ≥ ディック・ゲッパート (ミズーリ州)         | ≥ トーマス・フォーリー (民主党・ワシントン州)         | ボブ・マイケル (イリノイ州)               | ニュート・ギングリッチ (ジョージア州)       |
| 102  | 1991 – 1991 | ≥ ウィリアム・グレイ (ペンシルベニア州)         | ≥ ディック・ゲッパート (ミズーリ州)         | ≥ トーマス・フォーリー (民主党・ワシントン州)         | ボブ・マイケル (イリノイ州)               | ニュート・ギングリッチ (ジョージア州)       |
| 102  | 1991 – 1993 | ≥ デヴィッド・ボニア (ミシガン州)               | ≥ ディック・ゲッパート (ミズーリ州)         | ≥ トーマス・フォーリー (民主党・ワシントン州)         | ボブ・マイケル (イリノイ州)               | ニュート・ギングリッチ (ジョージア州)       |
| 103  | 1993 – 1995 | ≥ デヴィッド・ボニア (ミシガン州)               | ≥ ディック・ゲッパート (ミズーリ州)         | ≥ トーマス・フォーリー (民主党・ワシントン州)         | ボブ・マイケル (イリノイ州)               | ニュート・ギングリッチ (ジョージア州)       |
| 104  | 1995 – 1997 | デヴィッド・ボニア (ミシガン州)                 | ディック・ゲッパート (ミズーリ州)           | ≥ ニュート・ギングリッチ (共和党・ジョージア州)       | ≥ ディック・アーミー (テキサス州)         | ≥ トム・ディレイ (テキサス州)               |
| 105  | 1997 – 1999 | デヴィッド・ボニア (ミシガン州)                 | ディック・ゲッパート (ミズーリ州)           | ≥ ニュート・ギングリッチ (共和党・ジョージア州)       | ≥ ディック・アーミー (テキサス州)         | ≥ トム・ディレイ (テキサス州)               |
| 106  | 1999 – 2001 | デヴィッド・ボニア (ミシガン州)                 | ディック・ゲッパート (ミズーリ州)           | ≥ デニス・ハスタート (共和党・イリノイ州)             | ≥ ディック・アーミー (テキサス州)         | ≥ トム・ディレイ (テキサス州)               |
| 107  | 2001 – 2002 | デヴィッド・ボニア (ミシガン州)                 | ディック・ゲッパート (ミズーリ州)           | ≥ デニス・ハスタート (共和党・イリノイ州)             | ≥ ディック・アーミー (テキサス州)         | ≥ トム・ディレイ (テキサス州)               |
| 107  | 2002 – 2003 | ナンシー・ペロシ (カルフォルニア州)             | ディック・ゲッパート (ミズーリ州)           | ≥ デニス・ハスタート (共和党・イリノイ州)             | ≥ ディック・アーミー (テキサス州)         | ≥ トム・ディレイ (テキサス州)               |
| 108  | 2003 – 2005 | ステニー・ホイヤー (メリーランド州)             | ナンシー・ペロシ (カルフォルニア州)         | ≥ デニス・ハスタート (共和党・イリノイ州)             | ≥ トム・ディレイ (テキサス州)             | ≥ ロイ・ブラント (ミズーリ州)               |
| 109  | 2005 – 2005 | ステニー・ホイヤー (メリーランド州)             | ナンシー・ペロシ (カルフォルニア州)         | ≥ デニス・ハスタート (共和党・イリノイ州)             | ≥ トム・ディレイ (テキサス州)             | ≥ ロイ・ブラント (ミズーリ州)               |
| 109  | 2005 – 2006 | ステニー・ホイヤー (メリーランド州)             | ナンシー・ペロシ (カルフォルニア州)         | ≥ デニス・ハスタート (共和党・イリノイ州)             | ≥ ロイ・ブラント (ミズーリ州) (代行)      | ≥ ロイ・ブラント (ミズーリ州)               |
| 109  | 2006 – 2007 | ステニー・ホイヤー (メリーランド州)             | ナンシー・ペロシ (カルフォルニア州)         | ≥ デニス・ハスタート (共和党・イリノイ州)             | ≥ ジョン・ベイナー (オハイオ州)           | ≥ ロイ・ブラント (ミズーリ州)               |
| 110  | 2007 – 2009 | ≥ ジム・クライバーン (サウスカロライナ州)       | ≥ ステニー・ホイヤー (メリーランド州)       | ≥ ナンシー・ペロシ (民主党・カルフォルニア州)         | ジョン・ベイナー (オハイオ州)             | ロイ・ブラント (ミズーリ州)                 |
| 111  | 2009 – 2011 | ≥ ジム・クライバーン (サウスカロライナ州)       | ≥ ステニー・ホイヤー (メリーランド州)       | ≥ ナンシー・ペロシ (民主党・カルフォルニア州)         | ジョン・ベイナー (オハイオ州)             | エリック・カンター (バージニア州)           |
| 112  | 2011 – 2013 | ステニー・ホイヤー (メリーランド州)             | ナンシー・ペロシ (カリフォルニア州)         | ≥ ジョン・ベイナー (共和党・オハイオ州)               | ≥ エリック・カンター (バージニア州)       | ≥ ケビン・マッカーシー (カリフォルニア州)   |
| 113  | 2013 – 2014 | ステニー・ホイヤー (メリーランド州)             | ナンシー・ペロシ (カリフォルニア州)         | ≥ ジョン・ベイナー (共和党・オハイオ州)               | ≥ エリック・カンター (バージニア州)       | ≥ ケビン・マッカーシー (カリフォルニア州)   |
| 113  | 2014 – 2015 | ステニー・ホイヤー (メリーランド州)             | ナンシー・ペロシ (カリフォルニア州)         | ≥ ジョン・ベイナー (共和党・オハイオ州)               | ≥ ケビン・マッカーシー (カリフォルニア州) | ≥ スティーブ・スカリース (ルイジアナ州)     |
| 114  | 2015 – 2017 | ステニー・ホイヤー (メリーランド州)             | ナンシー・ペロシ (カリフォルニア州)         | ≥ ジョン・ベイナー (共和党・オハイオ州)               | ≥ ケビン・マッカーシー (カリフォルニア州) | ≥ スティーブ・スカリース (ルイジアナ州)     |
| 114  | 2015 – 2017 | ステニー・ホイヤー (メリーランド州)             | ナンシー・ペロシ (カリフォルニア州)         | ≥ ポール・ライアン (共和党・ウィスコンシン州)         | ≥ ケビン・マッカーシー (カリフォルニア州) | ≥ スティーブ・スカリース (ルイジアナ州)     |
| 115  | 2017 – 2019 | ステニー・ホイヤー (メリーランド州)             | ナンシー・ペロシ (カリフォルニア州)         | ≥ ポール・ライアン (共和党・ウィスコンシン州)         | ≥ ケビン・マッカーシー (カリフォルニア州) | ≥ スティーブ・スカリース (ルイジアナ州)     |
| 116  | 2019 – 2021 | ジム・クライバーン (サウスカロライナ州)         | ステニー・ホイヤー (メリーランド州)         | ≥ ナンシー・ペロシ (民主党・カリフォルニア州)         | ケビン・マッカーシー (カリフォルニア州)   | スティーブ・スカリース (ルイジアナ州)       |
| 117  | 2021 – 2023 | ジム・クライバーン (サウスカロライナ州)         | ステニー・ホイヤー (メリーランド州)         | ≥ ナンシー・ペロシ (民主党・カリフォルニア州)         | ケビン・マッカーシー (カリフォルニア州)   | スティーブ・スカリース (ルイジアナ州)       |
| 118  | 2023 – 2025 | キャサリン・クラーク (マサチューセッツ州)       | ハキーム・ジェフリーズ (ニューヨーク州)     | ≥ ケビン・マッカーシー (共和党・カリフォルニア州)     | スティーブ・スカリース (ルイジアナ州)     | トム・エマー (ミネソタ州)                   |
| 118  | 2023 – 2025 | キャサリン・クラーク (マサチューセッツ州)       | ハキーム・ジェフリーズ (ニューヨーク州)     | ≥ マイク・ジョンソン (共和党・ルイジアナ州)           | スティーブ・スカリース (ルイジアナ州)     | トム・エマー (ミネソタ州)                   |
| 119  | 2025 – 現在 | キャサリン・クラーク (マサチューセッツ州)       | ハキーム・ジェフリーズ (ニューヨーク州)     |                                                       | スティーブ・スカリース (ルイジアナ州)     | トム・エマー (ミネソタ州)                   |
| 議会 | 年          | 民主党院内幹事                                  | 民主党院内総務                              | 下院議長                                              | 共和党院内総務                            | 共和党院内幹事                              |

### 上院
| 議会 | 期間                          | 民主党院内幹事              | 民主党院内総務               | 多数党          | 共和党院内総務                | 共和党院内幹事                   |
| ---- | ----------------------------- | --------------------------- | ---------------------------- | --------------- | ----------------------------- | -------------------------------- |
| 63   | 1913年3月4日 – 1915年3月4日   | J・ハミルトン・ルイス       | 不在                         | 民主党 ← 多数党 | 不在                          | 不在                             |
| 64   | 1915年3月4日 – 1915年3月4日   | J・ハミルトン・ルイス       | 不在                         | 民主党 ← 多数党 | 不在                          | ジェームズ・ワズワース・ジュニア |
| 64   | 1915年3月4日 – 1917年3月4日   | J・ハミルトン・ルイス       | 不在                         | 民主党 ← 多数党 | 不在                          | チャールズ・カーティス           |
| 65   | 1917年3月4日 – 1919年3月4日   | J・ハミルトン・ルイス       | 不在                         | 民主党 ← 多数党 | 不在                          | チャールズ・カーティス           |
| 66   | 1919年3月4日 – 1921年3月4日   | ピーター・ジェリー          | オスカー・アンダーウッド     | 共和党 多数党 → | ヘンリー・ロッジ (非公式)     | チャールズ・カーティス           |
| 67   | 1921年3月4日 – 1923年3月4日   | ピーター・ジェリー          | オスカー・アンダーウッド     | 共和党 多数党 → | ヘンリー・ロッジ (非公式)     | チャールズ・カーティス           |
| 68   | 1923年3月4日 – 1924年11月9日  | ピーター・ジェリー          | ジョーゼフ・ロビンソン       | 共和党 多数党 → | ヘンリー・ロッジ (非公式)     | チャールズ・カーティス           |
| 68   | 1925年                        | ピーター・ジェリー          | ジョーゼフ・ロビンソン       | 共和党 多数党 → | チャールズ・カーティス        | ウェスレイ・ジョーンズ           |
| 69   | 1925年3月4日 – 1927年3月4日   | ピーター・ジェリー          | ジョーゼフ・ロビンソン       | 共和党 多数党 → | チャールズ・カーティス        | ウェスレイ・ジョーンズ           |
| 70   | 1927年3月4日 – 1929年3月4日   | ピーター・ジェリー          | ジョーゼフ・ロビンソン       | 共和党 多数党 → | チャールズ・カーティス        | ウェスレイ・ジョーンズ           |
| 71   | 1929年3月4日 – 1931年3月4日   | モリス・シェパード          | ジョーゼフ・ロビンソン       | 共和党 多数党 → | ジェームズ・E・ワトソン       | シミオン・フェス                 |
| 72   | 1931年3月4日 – 1933年3月4日   | モリス・シェパード          | ジョーゼフ・ロビンソン       | 共和党 多数党 → | ジェームズ・E・ワトソン       | シミオン・フェス                 |
| 73   | 1933年3月4日 – 1935年1月3日   | J・ハミルトン・ルイス       | ジョーゼフ・ロビンソン       | 民主党 ← 多数党 | チャールズ・マクナリー        | フェリックス・エイバート         |
| 74   | 1935年1月3日 – 1937年1月3日   | J・ハミルトン・ルイス       | ジョーゼフ・ロビンソン       | 民主党 ← 多数党 | チャールズ・マクナリー        | 不在                             |
| 75   | 1937年1月3日 – 1937年7月14日  | J・ハミルトン・ルイス       | ジョーゼフ・ロビンソン       | 民主党 ← 多数党 | チャールズ・マクナリー        | 不在                             |
| 75   | 1937年7月22日 – 1939年1月3日  | J・ハミルトン・ルイス       | アルバン・W・バークリー      | 民主党 ← 多数党 | チャールズ・マクナリー        | 不在                             |
| 76   | 1939年1月3日 – ?              | シャーマン・ミントン        | アルバン・W・バークリー      | 民主党 ← 多数党 | チャールズ・マクナリー        | 不在                             |
| 76   | 1940年                        | シャーマン・ミントン        | アルバン・W・バークリー      | 民主党 ← 多数党 | ウォレン・オースティン (代行) | 不在                             |
| 77   | 1941年1月3日 – 1943年1月3日   | J・リスター・ヒル           | アルバン・W・バークリー      | 民主党 ← 多数党 | チャールズ・マクナリー        | 不在                             |
| 78   | 1943年1月3日 – 1944年2月25日  | J・リスター・ヒル           | アルバン・W・バークリー      | 民主党 ← 多数党 | チャールズ・マクナリー        | ケネス・ウェリー                 |
| 78   | 1944年2月25日 – 1945年1月3日  | J・リスター・ヒル           | アルバン・W・バークリー      | 民主党 ← 多数党 | ウォーレス・ホワイト (代行)   | ケネス・ウェリー                 |
| 79   | 1945年1月3日 – 1947年1月3日   | J・リスター・ヒル           | アルバン・W・バークリー      | 民主党 ← 多数党 | ウォーレス・ホワイト          | ケネス・ウェリー                 |
| 80   | 1947年1月3日 – 1949年1月3日   | スコット・ルーカス          | アルバン・W・バークリー      | 共和党 多数党 → | ウォーレス・ホワイト          | ケネス・ウェリー                 |
| 81   | 1949年1月3日 – 1951年1月3日   | フランシス・マイヤーズ      | スコット・ルーカス           | 民主党 ← 多数党 | ケネス・ウェリー              | レバレット・ソルトンストール     |
| 82   | 1951年1月3日 – 1952年1月3日   | リンドン・ジョンソン        | アーネスト・マクファーランド | 民主党 ← 多数党 | ケネス・ウェリー              | レバレット・ソルトンストール     |
| 82   | 1952年1月3日 – 1953年1月3日   | リンドン・ジョンソン        | アーネスト・マクファーランド | 民主党 ← 多数党 | スタイルズ・ブリッジズ        | レバレット・ソルトンストール     |
| 83   | 1953年1月3日 – 1953年7月31日  | アール・クレメンツ          | リンドン・ジョンソン         | 共和党 多数党 → | ロバート・タフト              | レバレット・ソルトンストール     |
| 83   | 1953年8月3日 – 1955年1月3日   | アール・クレメンツ          | リンドン・ジョンソン         | 共和党 多数党 → | ウィリアム・ノーランド        | レバレット・ソルトンストール     |
| 84   | 1955年1月3日 – 1957年1月3日   | アール・クレメンツ          | リンドン・ジョンソン         | 民主党 ← 多数党 | ウィリアム・ノーランド        | レバレット・ソルトンストール     |
| 85   | 1957年1月3日 – 1959年1月3日   | マイケル・マンスフィールド  | リンドン・ジョンソン         | 民主党 ← 多数党 | ウィリアム・ノーランド        | エベレット・ダークセン           |
| 86   | 1959年1月3日 – 1961年1月3日   | マイケル・マンスフィールド  | リンドン・ジョンソン         | 民主党 ← 多数党 | エベレット・ダークセン        | トーマス・カッチェル             |
| 87   | 1961年1月3日 – 1963年1月3日   | ヒューバート・H・ハンフリー | マイク・マンスフィールド     | 民主党 ← 多数党 | エベレット・ダークセン        | トーマス・カッチェル             |
| 88   | 1963年1月3日 – 1965年1月3日   | ヒューバート・H・ハンフリー | マイク・マンスフィールド     | 民主党 ← 多数党 | エベレット・ダークセン        | トーマス・カッチェル             |
| 89   | 1965年1月3日 – 1967年1月3日   | ラッセル・ロング            | マイク・マンスフィールド     | 民主党 ← 多数党 | エベレット・ダークセン        | トーマス・カッチェル             |
| 90   | 1967年1月3日 – 1969年1月3日   | ラッセル・ロング            | マイク・マンスフィールド     | 民主党 ← 多数党 | エベレット・ダークセン        | トーマス・カッチェル             |
| 91   | 1969年1月3日 – 1969年9月7日   | エドワード・ケネディ        | マイク・マンスフィールド     | 民主党 ← 多数党 | エベレット・ダークセン        | ヒュー・スコット                 |
| 91   | 1969年9月24日 – 1971年1月3日  | エドワード・ケネディ        | マイク・マンスフィールド     | 民主党 ← 多数党 | ヒュー・スコット              | ロバート・グリフィン             |
| 92   | 1971年1月3日 – 1973年1月3日   | ロバート・バード            | マイク・マンスフィールド     | 民主党 ← 多数党 | ヒュー・スコット              | ロバート・グリフィン             |
| 93   | 1973年1月3日 – 1975年1月3日   | ロバート・バード            | マイク・マンスフィールド     | 民主党 ← 多数党 | ヒュー・スコット              | ロバート・グリフィン             |
| 94   | 1975年1月3日 – 1977年1月3日   | ロバート・バード            | マイク・マンスフィールド     | 民主党 ← 多数党 | ヒュー・スコット              | ロバート・グリフィン             |
| 95   | 1977年1月3日 – 1979年1月3日   | アラン・クランストン        | ロバート・バード             | 民主党 ← 多数党 | ハワード・ベーカー            | テッド・スティーヴンス           |
| 96   | 1979年1月3日 – 1981年1月3日   | アラン・クランストン        | ロバート・バード             | 民主党 ← 多数党 | ハワード・ベーカー            | テッド・スティーヴンス           |
| 97   | 1981年1月3日 – 1983年1月3日   | アラン・クランストン        | ロバート・バード             | 共和党 多数党 → | ハワード・ベーカー            | テッド・スティーヴンス           |
| 98   | 1983年1月3日 – 1985年1月3日   | アラン・クランストン        | ロバート・バード             | 共和党 多数党 → | ハワード・ベーカー            | テッド・スティーヴンス           |
| 99   | 1985年1月3日 – 1987年1月3日   | アラン・クランストン        | ロバート・バード             | 共和党 多数党 → | ボブ・ドール                  | アラン・シンプソン               |
| 100  | 1987年1月3日 – 1989年1月3日   | アラン・クランストン        | ロバート・バード             | 民主党 ← 多数党 | ボブ・ドール                  | アラン・シンプソン               |
| 101  | 1989年1月3日 – 1991年1月3日   | アラン・クランストン        | ジョージ・ミッチェル         | 民主党 ← 多数党 | ボブ・ドール                  | アラン・シンプソン               |
| 102  | 1991年1月3日 – 1993年1月3日   | ウェンデル・H・フォード     | ジョージ・ミッチェル         | 民主党 ← 多数党 | ボブ・ドール                  | アラン・シンプソン               |
| 103  | 1993年1月3日 – 1995年1月3日   | ウェンデル・H・フォード     | ジョージ・ミッチェル         | 民主党 ← 多数党 | ボブ・ドール                  | アラン・シンプソン               |
| 104  | 1995年1月3日 – 1996年6月12日  | ウェンデル・H・フォード     | トム・ダシュル               | 共和党 多数 →   | ボブ・ドール                  | トレント・ロット                 |
| 104  | 1996年6月12日 – 1997年1月3日  | ウェンデル・H・フォード     | トム・ダシュル               | 共和党 多数 →   | トレント・ロット              | トム・ニックルズ                 |
| 105  | 1997年1月3日 – 1999年1月3日   | ウェンデル・H・フォード     | トム・ダシュル               | 共和党 多数 →   | トレント・ロット              | トム・ニックルズ                 |
| 106  | 1999年1月3日 – 2001年1月3日   | ハリー・リード              | トム・ダシュル               | 共和党 多数 →   | トレント・ロット              | トム・ニックルズ                 |
| 107  | 2001年1月3日 – 2001年1月20日  | ハリー・リード              | トム・ダシュル               | 民主党 ← 多数党 | トレント・ロット              | トム・ニックルズ                 |
| 107  | 2001年1月20日 – 2001年6月6日  | ハリー・リード              | トム・ダシュル               | 共和党 多数党 → | トレント・ロット              | トム・ニックルズ                 |
| 107  | 2001年6月6日 – 2003年1月3日   | ハリー・リード              | トム・ダシュル               | 民主党 ← 多数党 | トレント・ロット              | トム・ニックルズ                 |
| 108  | 2003年1月3日 – 2005年1月3日   | ハリー・リード              | トム・ダシュル               | 共和党 多数党 → | ビル・フリスト                | ミッチ・マコーネル               |
| 109  | 2005年1月3日 – 2007年1月3日   | リチャード・ダービン        | ハリー・リード               | 共和党 多数党 → | ビル・フリスト                | ミッチ・マコーネル               |
| 110  | 2007年1月3日 – 2007年12月18日 | リチャード・ダービン        | ハリー・リード               | 民主党 ← 多数党 | ミッチ・マコーネル            | トレント・ロット                 |
| 110  | 2007年12月19日 – 2009年1月3日 | リチャード・ダービン        | ハリー・リード               | 民主党 ← 多数党 | ミッチ・マコーネル            | ジョン・カイル                   |
| 111  | 2009年1月3日 – 2011年1月3日   | リチャード・ダービン        | ハリー・リード               | 民主党 ← 多数党 | ミッチ・マコーネル            | ジョン・カイル                   |
| 112  | 2011年1月3日 – 2013年1月3日   | リチャード・ダービン        | ハリー・リード               | 民主党 ← 多数党 | ミッチ・マコーネル            | ジョン・カイル                   |
| 113  | 2013年1月3日 – 2015年1月3日   | リチャード・ダービン        | ハリー・リード               | 民主党 ← 多数党 | ミッチ・マコーネル            | ジョン・コーニン                 |
| 114  | 2015年1月3日 – 2017年1月3日   | リチャード・ダービン        | ハリー・リード               | 共和党 多数党 → | ミッチ・マコーネル            | ジョン・コーニン                 |
| 115  | 2017年1月3日 – 2019年1月3日   | リチャード・ダービン        | チャック・シューマー         | 共和党 多数党 → | ミッチ・マコーネル            | ジョン・コーニン                 |
| 116  | 2019年1月3日 – 2021年1月3日   | リチャード・ダービン        | チャック・シューマー         | 共和党 多数党 → | ミッチ・マコーネル            | ジョン・スーン                   |
| 117  | 2021年1月3日 – 2021年1月20日  | リチャード・ダービン        | チャック・シューマー         | 共和党 多数党 → | ミッチ・マコーネル            | ジョン・スーン                   |
| 117  | 2021年1月20日 – 2023年1月3日  | リチャード・ダービン        | チャック・シューマー         | 民主党 ← 多数党 | ミッチ・マコーネル            | ジョン・スーン                   |
| 118  | 2023年1月3日 – 2025年1月3日   | リチャード・ダービン        | チャック・シューマー         | 民主党 ← 多数党 | ミッチ・マコーネル            | ジョン・スーン                   |
| 119  | 2025年1月3日 – 現職           | リチャード・ダービン        | チャック・シューマー         | 共和党 多数党 → | ジョン・スーン                | ジョン・バラッソ                 |